# Pavan Sukhdev
Pavan Sukhdev (Delhi, 30 marzo 1960) è un ambientalista ed economista indiano, dal 2018 è presidente del WWF.

## Biografia
Nel 1981, si trasferisce a Oxford dove inizia a studiare fisica, materia che poi abbandona per dedicarsi all'economia. Terminati gli studi, lavora nel campo bancario per la Deutsche Bank. Sukhdev compie studi finalizzati a dimostrare il valore dell'ambiente da un punto di vista economico e tiene un corso presso l'università di Yale.

## Riconoscimenti
- 2016: Premio Blue Planet[3]
- 2020: Tyler Prize for Environmental Achievement[4]